# Gare de Landaul - Mendon
Gare de Landaul - Mendon vasútállomás Franciaországban, Landaul településen.

## Vasútvonalak
Az állomást az alábbi vasútvonalak érintik:
- Savenay–Landerneau-vasútvonal

## Kapcsolódó állomások
A vasútállomáshoz az alábbi állomások vannak a legközelebb:
- Gare de Landévant (Gare de Landerneau, Savenay–Landerneau-vasútvonal)
- Gare d’Auray (Gare de Savenay, Savenay–Landerneau-vasútvonal)